# 1809 Prometheus
1809 Prometheus è un asteroide della fascia principale. Scoperto nel 1960, presenta un'orbita caratterizzata da un semiasse maggiore pari a 2,9272693 UA e da un'eccentricità di 0,1012981, inclinata di 3,25859° rispetto all'eclittica.
L'asteroide è dedicato all'eroe della mitologia greca Prometeo.